# 洋塘梁氏宗祠
洋塘梁氏宗祠，位于中国福建省光泽县崇仁乡洋塘村，明崇祯七年（1634年）建，保持明代祠堂建筑风格。两进合院式，由门楼、门厅、正殿、后殿等组成，面积360平方米。五山式砖构门楼，正殿前檐卷棚轩，后殿置神龛。2009年11月16日公布为第七批福建省文物保护单位。